# Колишер, Янина
Янина Карола Колишер де Фитерман Кахель (нем. Janina Karola Kolischer de Fitermann Kachel, также Янка Колишер, исп. Yanka Kolischer; 23 февраля 1911, Вена  — 28 августа 1964, Монтевидео) — уругвайская пианистка и музыкальный педагог. Дочь Вильгельма Колишера, австрийского еврейского пианиста, с началом Первой мировой войны обосновавшегося в Уругвае.

## Биография
В 1923—1936 гг. получала музыкальное образование в Берлине, в том числе в 1932—1934 гг. под руководством Клаудио Аррау. 
С 1929 года жила в семье Марио Джуччи, советника посольства Уругвая в Германии и одновременно профессионального виолончелиста, выступала вместе с ним в качестве концертмейстера. В дуэте с Джуччи и как солистка исполняла в Германии произведения уругвайских композиторов.
В 1936 году вернулась в Уругвай, где концертировала как пианистка, выступала также как автор фортепианных транскрипций. В наибольшей степени, однако, посвятила себя педагогической работе, в том числе в стенах консерватории, которой руководил её отец.